# Modestas Paulauskas
Modestas Juozapas Paulauskas (* 19. března 1945 Kretinga) je bývalý litevský basketbalista. Hrál v letech 1963–1976 za BC Žalgiris a v letech 1965–1974 za sovětskou reprezentaci, nejčastěji na pozici křídelního útočníka.
V roce 1964 se stal se sovětskou juniorskou reprezentací mistrem Evropy. Na mistrovství Evropy v basketbalu mužů 1965 přispěl k zisku zlatých medailí a byl ve dvaceti letech vyhlášen nejužitečnějším hráčem turnaje. Zvítězil také na mistrovství Evropy v basketbalu mužů 1967 a mistrovství světa v basketbalu mužů 1967 a skončil třetí na olympiádě 1968. Po vítězství na ME 1969 následovalo třetí místo z MS 1970, vítězství na Univerziádě 1970 a titul z ME 1971. Ve funkci kapitána se zasloužil o historický úspěch sovětského basketbalu na LOH 1972 v Mnichově, kde jeho tým v dramatickém finále sporným košem v závěru utkání ukončil neporazitelnost amerických basketbalistů na olympiádě. Na ME 1973 skončil s týmem SSSR třetí a v roce 1974 se stal podruhé mistrem světa.
Po ukončení kariéry byl trenérem sovětské juniorské reprezentace, kterou přivedl k titulu mistrů Evropy v roce 1981. Trénoval také Žalgiris Kaunas a BC Lietuvos rytas.
Je rekordmanem ankety o litevského sportovce roku, kterou vyhrál sedmkrát (1965, 1966, 1967, 1969, 1970, 1971 a 1972). V roce 1991 byl vybrán mezi padesát nejlepších hráčů v historii Mezinárodní basketbalové federace. V roce 2020 byl uveden do její síně slávy.
O vítězství sovětských košíkářů na mnichovské olympiádě natočil Anton Megerdičev hraný film Výskok, v němž Paulauskase hrál James Tratas.